# Capensibufo
Capensibufo är ett släkte av groddjur. Capensibufo ingår i familjen paddor.
Kladogram enligt Catalogue of Life:
| Capensibufo | \| \| Capensibufo rosei \| \| \| \| \| \| Capensibufo tradouwi \| \| \| \| |
|             | \| \| Capensibufo rosei \| \| \| \| \| \| Capensibufo tradouwi \| \| \| \| |
|             | Capensibufo rosei                                                          |
|             |                                                                            |
|             | Capensibufo tradouwi                                                       |
|             |                                                                            |